# 昂斯洛广场

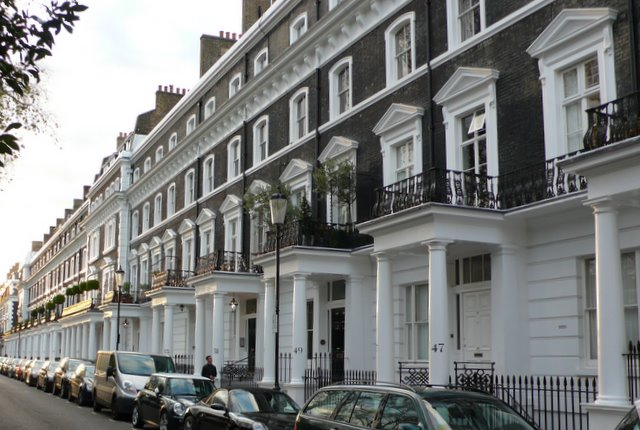

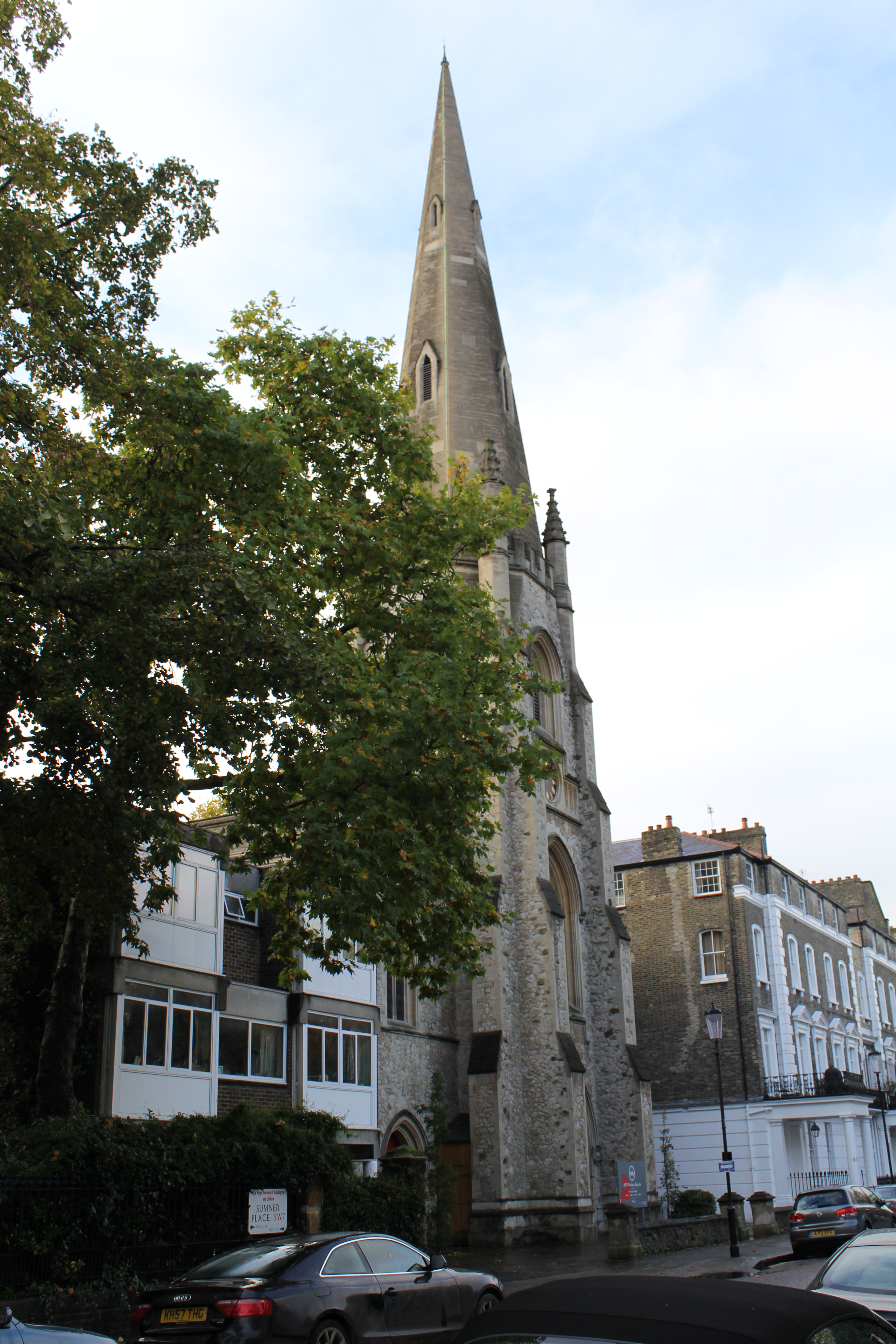
圣保罗堂

昂斯洛广场（Onslow Square）是英国伦敦南肯辛顿的一个花园广场。
广场的西北侧为老布朗普顿路（Old Brompton Road），东南侧为富勒姆路（Fulham Road）。北面是南肯辛顿站。南面是皇家马斯登医院。
该广场最早的四栋房屋（1号、3号、5号和7号）建于1845-1847年。
圣保罗堂（St Paul's Church）是广场开发的一部分，建于1859–60年。

## 名人

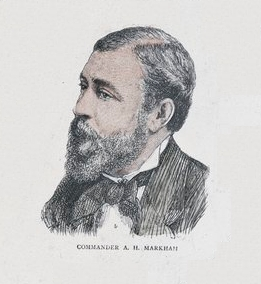
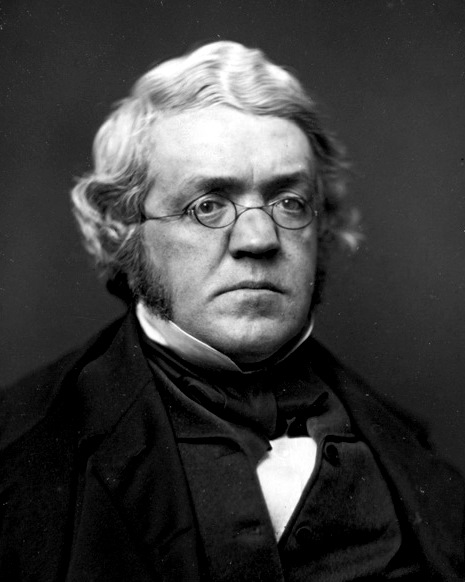
昂斯洛广场36号
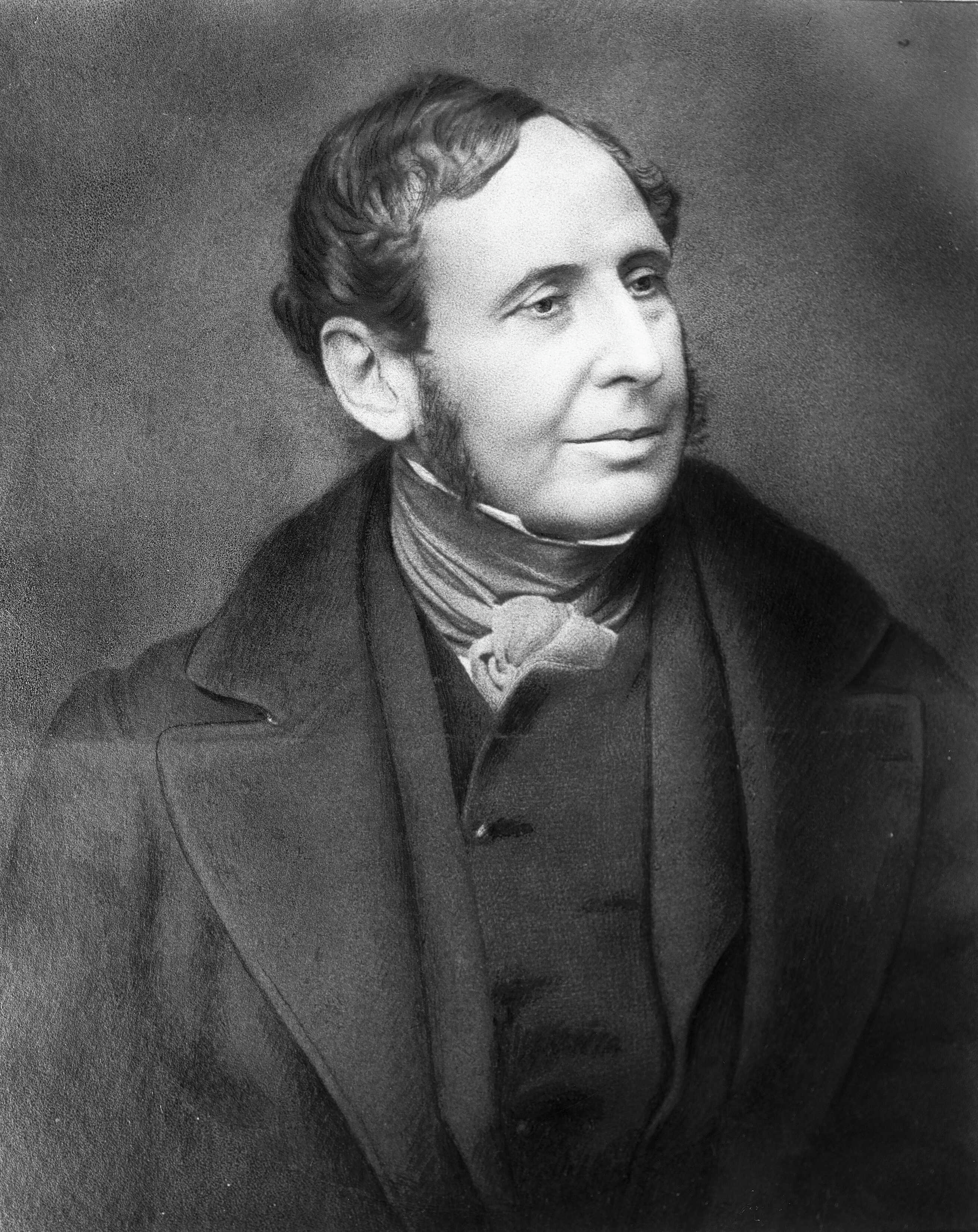

小说家萨克雷于1853年-1860年住在昂斯洛广场36号。